# Brunn (Gemeinde Pölfing-Brunn)
Brunn ist eine Ortschaft in der Weststeiermark sowie eine Katastralgemeinde und Hauptort der Marktgemeinde Pölfing-Brunn im Bezirk Deutschlandsberg in der Steiermark.

## Lage und Geographie
Brunn liegt im zentralen Teil der Marktgemeinde Pölfing-Brunn, zwischen den Katastralgemeinden Jagernigg im Westen und Pölfing im Osten. Im Norden bildet der Pölfingbach die Grenze zur Katastralgemeinde Oberhart mit der Streusiedlung Laas der Gemeinde Sankt Martin im Sulmtal. Im Süden verläuft teilweise entlang der Landesstraße L668, der Kopreinigstraße die Grenze zu den ebenfalls zu Sankt Martin im Sulmtal gehörigen Katastralgemeinden Pitschgauegg und Tombach sowie zur Streusiedlung Kopreinigg. Durch den südlichen Teil von Brunn fließt die Weiße Sulm.
Mittig durch Brunn verläuft die Landesstraße L605, die Pölfing-Brunner-Straße, sowie die von Süden kommende L668, die Kopreinigstraße. Die beiden Straßen kreuzen sich im Westen von Brunn. Auch die Strecke der von der GKB betriebenen Wieserbahn verläuft durch Brunn, wobei sich hier der Bahnhof Pölfing-Brunn befindet.

## Geschichte
Zu den ältesten Siedlungsspuren in Brunn gehört ein beim Bauernhof vulgo Leitensima entdecktes Einzelgrab aus der jüngeren Eisenzeit. Aus der römischen Kaiserzeit gibt es Streufunde, die nördlich der Eisenbahnlinie entdeckt wurden. Bei Schönegg im südlichen Teil von Brunn wurde auch ein römerzeitlicher Einzelfund gemacht.
Die erste urkundliche Erwähnung erfolgte 1322 als villa Prunn. Weitere Erwähnungen erfolgten 1432 und 1782 als Prun sowie um 1785 und 1850 schließlich als Brunn. Ab dem Mittelalter bis 1848 gehörten die in Brunn ansässigen Untertanen zu den Herrschaften Burgstall, Kopreinigg, Limberg sowie zum Dominikanerkloster Mahrenberg. Die Herrschaft Limberg besaß bei Brunn mehrere Weingärten. Von der Herrschaft Kopreinigg wurde der Hirsezehnt und von der Herrschaft Polheim wurde zumindest im 16. Jahrhundert der Haarzehnt eingehoben.
Mit der Konstituierung der freien Gemeinden im Jahr 1850 wurde der Ort mit den Katastralgemeinden Jagernigg und Pölfing zur freien Ortsgemeinde Jagernigg zusammengelegt. Diese Gemeinde änderte am 6. Januar 1920 ihren Namen in Pölfing-Brunn.

## Kultur und Sehenswürdigkeiten

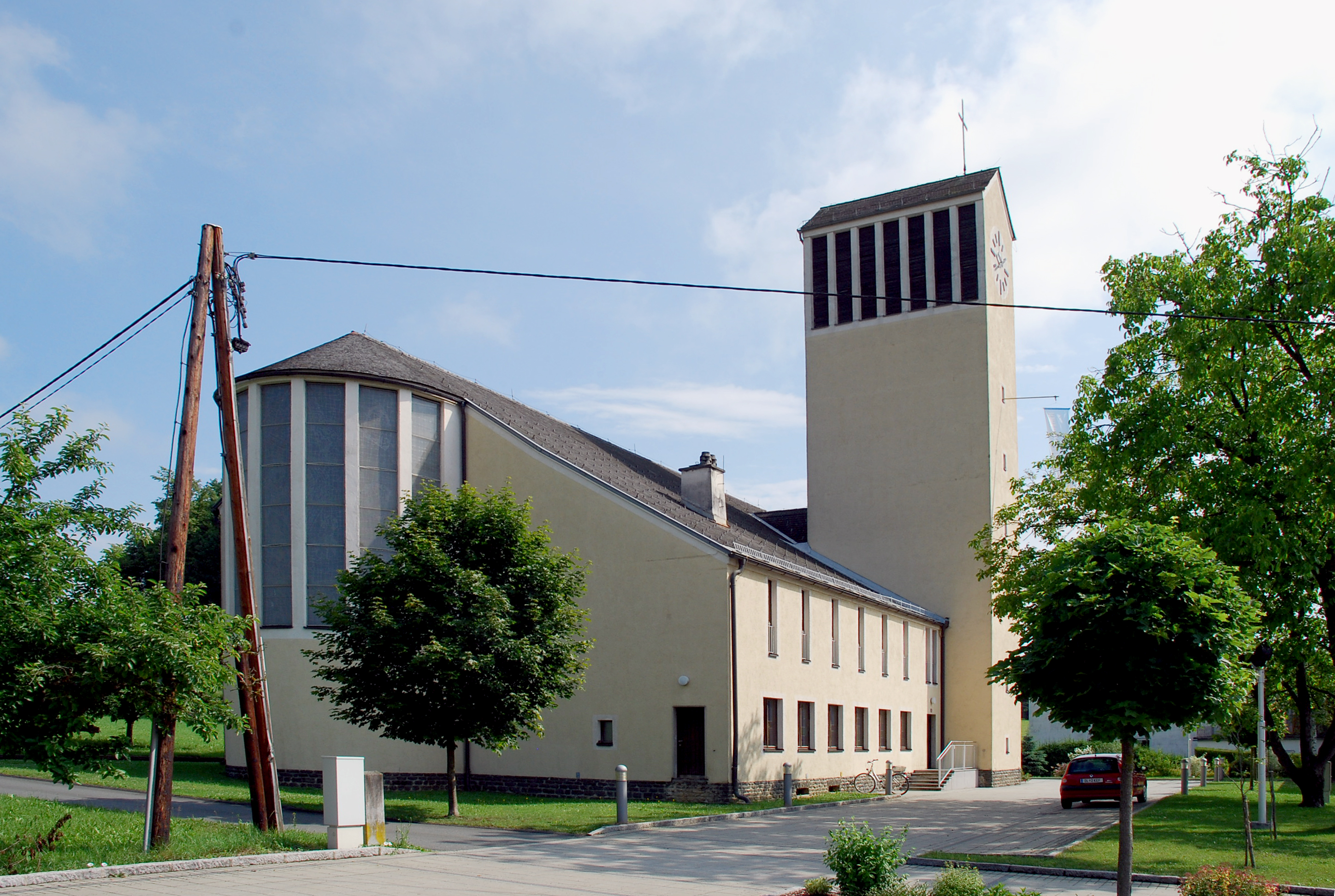
Die Pfarrkirche von Pölfing-Brunn

In Brunn befindet sich mit der Pfarrkirche Pölfing-Brunn das einzige denkmalgeschützte Bauwerk der Gemeinde. Die Kirche wurde von 1957 bis 1959 nach Plänen des Architekten Karl Lebwohls errichtet.